# Pseudotorymus napi
Pseudotorymus napi is een vliesvleugelig insect uit de familie Torymidae. De wetenschappelijke naam is voor het eerst geldig gepubliceerd in 1860 door Amerling & Kirchner.